# Grand Prix automobile du Mexique 1969
Résultats du Grand Prix automobile du Mexique de Formule 1 1969 qui a eu lieu sur le circuit de Mexico le 19 octobre 1969.

## Classement
| Pos  | N° | Pilote               | Écurie       | Tours | Temps/Abandon      | Grille | Points |
| ---- | -- | -------------------- | ------------ | ----- | ------------------ | ------ | ------ |
| 1    | 5  | Denny Hulme          | McLaren-Ford | 65    | 1 h 54 min 08 s 80 | 4      | 9      |
| 2    | 7  | Jacky Ickx           | Brabham-Ford | 65    | + 2 s 56           | 2      | 6      |
| 3    | 8  | Jack Brabham         | Brabham-Ford | 65    | + 38 s 48          | 1      | 4      |
| 4    | 3  | Jackie Stewart       | Matra-Ford   | 65    | + 47 s 04          | 3      | 3      |
| 5    | 4  | Jean-Pierre Beltoise | Matra-Ford   | 65    | + 1 min 38 s 52    | 8      | 2      |
| 6    | 15 | Jackie Oliver        | BRM          | 63    | + 2 tours          | 12     | 1      |
| 7    | 12 | Pedro Rodríguez      | Ferrari      | 63    | + 2 tours          | 15     |        |
| 8    | 16 | Johnny Servoz-Gavin  | Matra-Ford   | 63    | + 2 tours          | 14     |        |
| 9    | 21 | Pete Lovely          | Lotus-Ford   | 62    | + 3 tours          | 16     |        |
| 10   | 18 | Piers Courage        | Brabham-Ford | 61    | + 4 tours          | 9      |        |
| 11   | 19 | Silvio Moser         | Brabham-Ford | 60    | Fuite d'essence    | 13     |        |
| Abd. | 14 | John Surtees         | BRM          | 53    | Boîte de vitesses  | 10     |        |
| Abd. | 2  | Jochen Rindt         | Lotus-Ford   | 21    | Suspension         | 6      |        |
| Abd. | 22 | George Eaton         | BRM          | 6     | Boîte de vitesses  | 17     |        |
| Abd. | 10 | Jo Siffert           | Lotus-Ford   | 4     | Accident           | 5      |        |
| Abd. | 9  | John Miles           | Lotus-Ford   | 3     | Pompe à essence    | 11     |        |
| Np.  | 6  | Bruce McLaren        | McLaren-Ford | 0     | Non partant        | 7      |        |

Légende :
- Abd.=Abandon

## Pole position et record du tour
- Pole position : Jack Brabham en 1 min 42 s 90 (vitesse moyenne : 174,927 km/h).
- Tour le plus rapide : Jacky Ickx en 1 min 43 s 05 au 64e tour (vitesse moyenne : 174,672 km/h).

## Tours en tête
- Jackie Stewart  5 (1-5)
- Jacky Ickx 4 (6-9)
- Denny Hulme 56 (10-65)

## À noter
- 5e victoire pour Denny Hulme.
- 4e victoire pour McLaren en tant que constructeur.
- 26e victoire pour Ford Cosworth en tant que motoriste.